# Isatis tomentella
Isatis tomentella är en korsblommig växtart som beskrevs av Pierre Edmond Boissier och Benedict Balansa. Isatis tomentella ingår i släktet vejdar, och familjen korsblommiga växter. IUCN kategoriserar arten globalt som otillräckligt studerad. Inga underarter finns listade i Catalogue of Life.